# Joseph-François Gualtieri

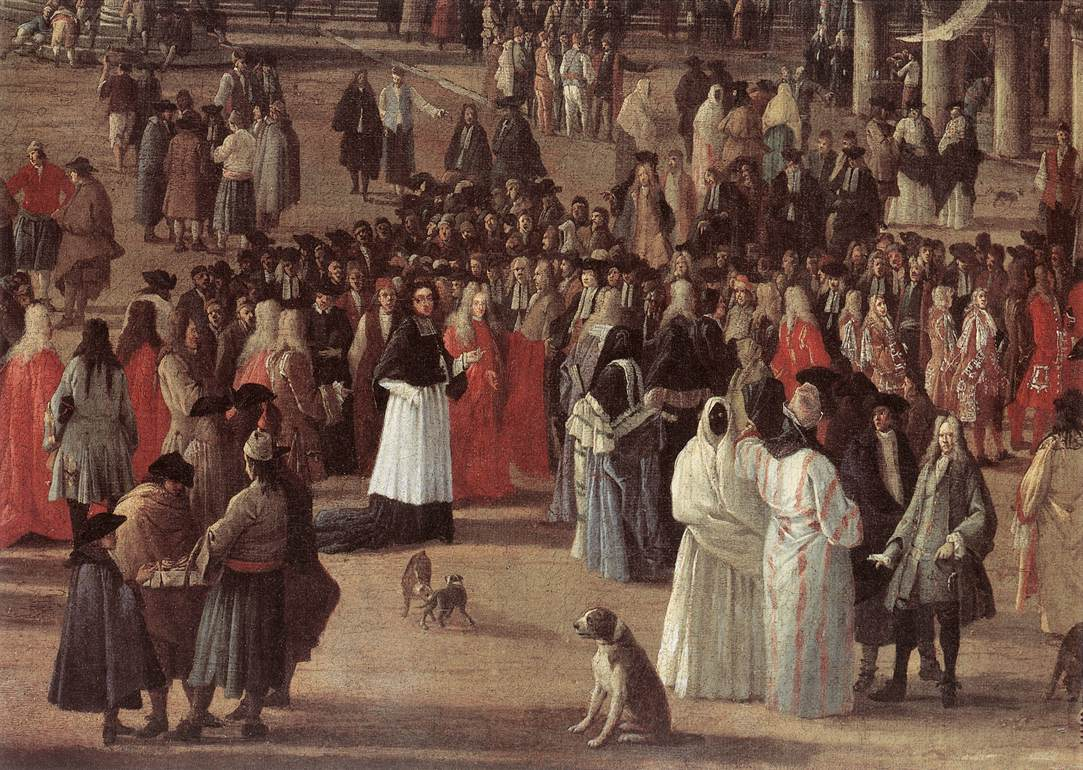
Een receptie van kardinaal César d'Estrées, voor wie Gualtieri werkte.

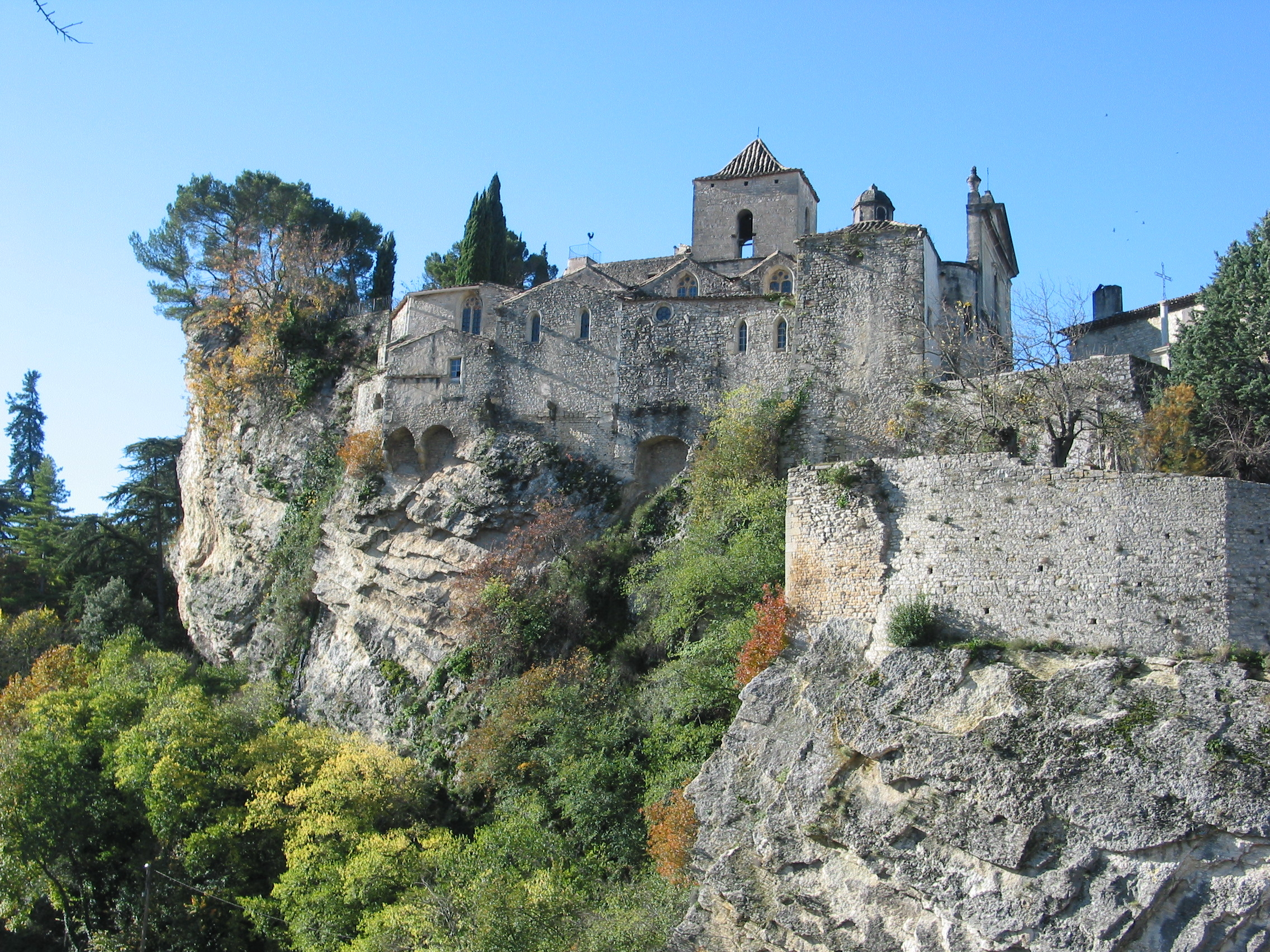
Bovenstad van Vaison-la-Romaine

Joseph-François Gualtieri (Carpentras, 18 november 1659 - Vaison-la-Romaine, 20 november 1723) was bisschop van Vaison gedurende twintig jaren, van 1703 tot zijn dood in 1723. Het bisdom Vaison werd afgeschaft in 1801 door het Concordaat van Napoleon, maar was in de 18e eeuw een minuscuul bisdom in het onafhankelijk graafschap Venaissin.

## Levensloop
Gualtieri groeide op in Carpentras, hoofdstad van Venaissin. Zijn ouders waren Pierre-Siffrein de Gualtieri (of Gualtéri) en Angélique d'Inguimbert de Pramiral. Zijn vader was bediende in de Apostolische Kamer, in dienst dus van de Camerlengo van de paus van Rome. Aan de universiteit van Carpentras studeerde hij af als doctor in de beide rechten (kanoniek recht en burgerlijk recht) in het jaar 1675. Hij vatte vervolgens priesterstudies aan en werd tot priester gewijd in 1692, 33 jaar oud. Hij werd onmiddellijk aartsdiaken in het bisdom Cavaillon, eveneens in Venaissin. 
Zoals zijn vader, trok hij naar Rome. Hij werd er benoemd tot vicaris-generaal van het bisdom Albano. Gualtieri was er in dienst van van kardinaal-bisschop César d'Estrée, bisschop van Albano en hertog-bisschop van Laon. Dit laatste maakte van César d'Estrée een pair van Frankrijk.
In 1703 meldde de Gazet van Lyon dat paus Clemens XI Gualtieri tot bisschop van Vaison wijdde. Gualtieri reisde achteraf van Rome naar Vaison-la-Romaine. Hij liet het bisschoppelijk paleis herstellen en verzamelde er jaarlijks de clerus van zijn bisdom. Dit paleis werd een verzameling van kunstwerken. Het ziekenhuis liet hij van de bovenstad van Vaison verhuizen naar de benedenstad. Hij schreef bovendien meerdere verzen in het Latijn.